# Успение Богородично (Негуш)
Вижте пояснителната страница за други значения на Успение Богородично.
„Успение Богородично“ или „Света Богородица“ (на гръцки: Ιερός Ναός Κοιμήσεως της Θεοτόκου, Παναγία) е възрожденска православна църква в южномакедонския град Негуш (Науса), Егейска Македония, Гърция. Църквата е енорийски храм на Берската, Негушка и Камбанийска епархия.

## История
Храмът е разположен в северната част на Негуш. Издигнат е на мястото на стар храм, унищожен в 1822 година в Негушкото въстание. Обновяването става в 1833 година, 11 години след въстанието и три години след получаване на разрешение за строеж. Разходите са поети от хаджи Петрос, син на поп Анастасиос, за упокой на душите на родителите му. Майсторът е Янусис Гикас. Всичко това се научава от надписа, който казва, че митрополит по това време е Дионисий, охарактеризиран като „радостен“ и „замислен“. Дионисий, който управлява епархията 17 години от 1831 до 1848 година, полага големи усилия за реконструкция на къщите и четирите енорийски църкви в града и дълго време поддържа отлични отношения с общината в съвместната им работа по възстановяването на града. Ктиторът хаджи Петрос Папанастасиу принадлежи към голямата негушка фамилия Петриди. Баща му Анастасиос е свещеник в църквата „Свети Георги“ в Негуш преди въстанието. Баща му е от каракаменското село Държилово и става виден служител в местната администрации, като достига до вилаетски коджабашия във Воденско. Заради приноса на хаджи Петрос при възстановяването на храма, фамилията има привилегировани отношения с църквата през целия XIX и началото на XX век, като има важен глас при решаването на енорийските дела.
Надписът гласи:
| „ | ΙΛΑΡΟΣ ΗΝ ΑΡΧΙΕΡΕΥΣ ΚΑΙ ΣΥΝΝΟΥΣ ΑΜΑ ΦΙΛΕ ΔΙΟΝΥΣΙΟΣ ΤΟΥΝΟΜ' ΕΧΟΝ ΑΝΗΡ ΟΥΤΟΣ ΟΤΕ ΚΑΛΛΟΣ ΛΑΜΠΡΟΝ ΕΙΛΗΦ' Ο ΝΑΟΣ ΟΥΤΟΣ ΤΗΣ ΠΑΝΑΓΝΟΥ ΘΕΟΤΟΚΟΥ ΤΕ ΚΑΙ ΑΚΗΡΑΤΟΥ ΑΜΑ ΠΑΡΘΕΝΟΥ ΑΔΡΑ ΧΡΗΜΑΤΩΝ ΔΑΠΑΝΗ ΑΝΔΡΟΣ ΚΑΛΟΚΑΓΑΘΟΥ ΠΕΤΡΟΥ ΣΥΝΕΤΟΥ ΠΑΙΔΟΣ ΧΑΤΖΗΠΑΠΑ ΑΝΑΣΤΑΣΙΟΥ ΕΝΕΚΑ ΣΩΤΗΡΙΑΣ ΑΥΤΟΥ ΤΕ ΚΑΙ ΤΩΝ ΓΟΝΕΩΝ ΟΣ ΕΝΕΡΓΟΣ ΧΑΙΡΕΙ ΕΙΝΑΙ ΑΕΙ ΤΟΙΟΥΤΟΝ ΕΡΓΩΝ ΕΠΙΣΤΑΣΙΑΝ ΔΕ ΕΥΡΕΝ ΗΝΙΚΑ ΤΟΥΤ ΕΞΕΤΕΛΕΙ ΓΙΑΝΟΥΣΗΝ ΓΚΙΚΑ, ΟΣΤΙΣ ΧΑΙΡΩΝ ΚΑΙ ΕΠΟΝΕΙ ΟΥΤΟΣ ΛΟΓΟ ΠΟΝΩ ΤΕ ΠΟΛΛΩ ΩΣ ΧΡΙΣΤΩΝΥΜΟΣ ΥΠΑΡΧΩΝ ΚΑΙ ΕΜΠΛΕΩΣ ΦΡΟΝΤΙΔΟΣ ΩΣ ΤΙΣ ΕΥΣΕΒΩΝ ΕΥΦΡΟΝΩΝ. | “ |

Храмът е официално открит на 9 октомври 1833 година. Към енорията принадлежат църквите „Света Параскева“, „Свети Илия“, „Свети Архангели“ и гробищната „Свети Атанасий“.

## Архитектура
В архитектурно отношение храмът е типичната за XIX век трикорабна базилика с женска църква, дървен покрив и без купол. Площта му е 593,07 m2. Планът ѝ е изчистен и едновременно с това елегантен. На западната страна има затворен трем, а на източната три петостранни конхи със слепи арки – северната е посветена на свети Теофан, южната на Светите архангели, а средната и най-голяма на света Богородица. Трите сравнително просторни кораба са отделени с два реда колони с дървени арки. Таванът е резбован и много красив. В центъра му изобразен Христос Вседържител, обграден от ангели. В централния кораб таванът е украсен с резбовани флорални елементи – лозници с гроздове. Стенописите от XIX век са малко – единствено на арките в централния кораб са изобразени пророците от Стария завет, евангелисти и други светци в медальони. В 60-те години на XX век стенописи в храма рисува негушкият зограф Апостолос Хасюрас. Ценни са и резбовният иконостас, владишкият трон и амвонът, както и иконите от ΧΙΧ век. На 2 октомври 1985 година църквата е обявена за защитен паметник. В 2002 година за защитен паметник е обявен и платанът до храма.

## Иконостас
Иконостасът е изчистен. Разделен е на три зони – долните табла, царските икони и малките икони на сцени от живота и чудесата на Христос най-отгоре. Над царските двери, централната височинна ос завършва с разпятие. От двете страни на царските двери са иконите на Исус Христос и света Богородица Всецарица. Христос е представен като благославящ първосвещеник, облечен е в червено и зелено и с лявата ръка държи отворено Евангелието. Над него има два ангела. Иконата е подписана 1838. Иконата на Богородица Всецарица от 2011 година е със златен обков със скъпоценни камъни. Богородица носи с лявата ръка детето Христос, което с дясната си ръка благославя, а с лявата държи отворено Евангелието. Иконата е дело на самаринския зограф Димитър и е от 30-те години на ΧΙΧ век. „Διά χειρός Δημητρίου ζωγράφου Σαμαριναίου ΑΟΛ... Ιουλίου“, От ръцете на Димитър Зограф Самарински 183... юли.
Иконата на свети Георги, свети Мина и свети Димитър изобразява тримата най-популярни православни светци войни. И тримата са с оръжия и брони – в средата е Мина с копие, вляво е Георги също с копие и вдясно Димитър с меч, благославящ с лявата си ръка. Тази икона показва много стилистични прилики със следващата в реда икона на свети Атанасий, рисувана през 1841 г. за сметка на месарския еснаф в града, според надписа: „Δέησις τον δούλων του Θεού των εν τη Ναούση κρεωπωλητών δι' ιδίας συνδρομής και δαπάνης αυτών, 5.10.1841“, Молитва на Божиите раби от Науса месари от същите тези помощ и разходи, 05.10.1841. Изглежда, че двете икони, както и тази на Йоан Кръстител, са от едно и също време и са дело на един и същ художник. Иконата на Светите архангели е отляво на иконата на Богородица - на мястото на светеца покровител. Сред архангелския събор се извисяват Гавриил и Михаил, които държат медальон с Христос. Иконата на свети Харалампий е рисувана около средата на XIX век или малко по-рано. Според устните сведения на Стерьос Никусис тя е закупена от Янина от прадядо му Зафирис Никусис. По пътя към Негуш го обискират турци и изхвърлят иконата от една скала. Никусис обаче я открива, поправя и дарява на „Света Богородица“.
В южния край на иконостаса е поставена иконата на Благовещение, която е в чисто западен стил – архангел Гавриил се спуска от небето и предлага лилия на Богородица, изобразена коленичила пред сграда в перспектива. Иконата е рисувана през юли 1840 от Мануил Зограф от Селица, като надписът гласи „1840 Ιουλίου 20. / Διά χειρός Μανουήλ/Γεωργίου Ζωγράφου εκ Σελίτζης“, 1840 20 юли / От ръцете на Мануил / Георгиу Зограф от Селица. Иконата на Дева Мария вече не е на иконостаса, където има нейно копие, а в отделен дървен проскинитарий, разположен веднага след входа на храма. На нея е изобразена Богородица на смъртно легло с тъжните апостоли около нея. Точно под леглото ангел с меч отрязва ръцете на Ефоний, опитал се да оскверни тялото на Мария. Агиографията кулминира високо в небето, където Христос получава душата на Мария. Иконата е рисувана през 1838 г. от Георгиос Мануил според надписа: „Δια συνδρομής και δαπάνης των τιμιωτάτων Ζευγραραδων εκ της αυτής πόλεως Ναούσης εις μνημόσυνόν των. χερ. Γεωρ. Εκ Σελίτζης 1838“.
- Икони от храма
- „Богородица Всецарица“, дело на Димитър Зограф от Самарина, 30-те години на XIX век
- „Свети Георги, свети Мина и свети Димитър“
- „Свети Харалампий“, около средата на XIX век
- „Благовещение“, дело на Мануил Зограф, 1840 г.
- „Успение Богородично“, дело на Георгиос Селишки, 1838 г.

### Мощи
Свети Теофан Нови Атонски е роден в Янина през XVI век. Живял известно време в Света гора, той по-късно се премества в Берския скит и накрая в Каракамен, където основава манастира „Свети Архангели“ край Негуш. Заради това е обявен за закрилник на града. Част от мощите му – черепът, се съхраняват в църквата „Успение Богородично“. Черепът е поставен върху сребърен поднос, изработен през 1831 г., малко преди изграждането на храма. Надписът гласи: „Ετελέσθη η παρούσα θήκη του Αγίου Θεοφάνους του νέου και θαυματουργού δια σηνδρωμμής (sic) και βοηθείας των Χριστιανών Νσαουσαίων επιτροπεύοντος κυρίου Ζαφείρη Μπέρσου και εφημερέβοντος (sic) ΠΑ[πά]Θωμά 1831 Ιουν.23“.

### Епитафия
На стената на южния кораб на църквата е окачена стъклена витрина с бродирана епитафия, която според надписите е направена от Феврония в 1749 година: „διά χειρός Φευρωνίας εν έτει 1749“, и е поправена в 1884 година от учителката Екатерини Никуси: „επιδιωρθώθη τω 1884 υπό Αικατερίνης Νικούση“.